# Montfort (Pirenei Atlantici)
Montfort è un comune francese di 171 abitanti situato nel dipartimento dei Pirenei Atlantici nella regione della Nuova Aquitania.

## Società

### Evoluzione demografica
Abitanti censiti